# Bruno Bilić
Bruno Bilić (* 7. August 1997 in Zagreb) ist ein kroatischer Fußballspieler.

## Karriere

### Verein
Bilić begann seine Karriere beim NK Croatia Sesvete. 2012 wechselte er zum NK Lokomotiva Zagreb. Im Januar 2014 schloss er sich dem NK Zagreb an. Im Sommer 2014 wechselte er zum NK Sesvete.
Im November 2015 spielte er gegen den HNK Šibenik erstmals für die erste Mannschaft von Sesvete in der 2. HNL. Im Januar 2017 wechselte er zum österreichischen Zweitligisten Kapfenberger SV. Für Kapfenberg kam er allerdings nicht zum Einsatz.
Zur Saison 2017/18 schloss er sich dem tschechischen Zweitligisten MFK Frýdek-Místek an. Sein Debüt in der FNL gab er im September 2017, als er am zehnten Spieltag jener Saison gegen den 1. FK Příbram in der 87. Minute für Martin Slaninka eingewechselt wurde.
Im Februar 2018 kehrte er nach Kroatien zurück und wechselte zum Zweitligisten NK Hrvatski dragovoljac. Im Februar 2019 wechselte er in die Slowakei zum Zweitligisten Inter Bratislava.

### Nationalmannschaft
Bilić debütierte im Februar 2015 für die kroatische U-19-Auswahl, als er in einem Testspiel gegen Serbien in der 80. Minute für Ivan Fiolić ins Spiel gebracht wurde. Im Mai 2015 spielte er zudem erstmals für die U-18-Nationalmannschaft.